# Eva-Maria Voigt
Eva-Maria Voigt (Hamburg, 5 de gener de 1921 – Waldkirch, 26 de juliol de 2013) fou una filòloga clàssica alemanya coneguda per les seves edicions de lírica arcaica i per la seva tasca gramatical i lèxica en l'èpica grega.
Va estudiar filologia clàssica a la Universitat d'Hamburg durant la Segona Guerra Mundial i obtingué el doctorat el 1945 amb la tesi Sobre la flexió nominal i verbal en Safo i Alceu. Entre el 1955 i el 1984 treballar com a editora i directora del monumental Lexikon des frühgriechischen Epos (abreviat LfgrE, “Lèxic de l'èpica grega arcaica”), una obra indispensable per a la recerca en el seu camp culminada el 2010. Paral·lelament va se professora de filologia clàssica a la mateixa Universitat d'Hamburg. L'abril de 1983 es jubilà i es retirà a Waldkirch.
Més enllà de la seva immensa tasca lexicogràfica és coneguda per la seva edició dels fragments de Safo i Alceu (Amsterdam 1971), encara avui obra de referència indispensable malgrat les noves troballes. També de gran valor és la seva Gramàtica de Safo i Alceu (Berlin, 1957), signada amb el nom d'Eva-Maria Hamm, una obra detallada sobre la llengua d'aquests dos poetes lírics.